# Голям Нотингам
Голям Нотингам (на английски: Greater Nottingham или Nottingham Urban Area) е урбанизирана територия – агломерация, образувана около най-големия град в графство Нотингамшър – Нотингам.
Населението на района към 2001 година е 666 358 жители. Това нарежда Голям Нотингам на осмо място по население сред агломерациите в Обединеното кралство. Повече от половината население на графството е съсредоточено в този район.

## Описание
Британският национален статистически институт дефинира точния обхват на района и включените населени места. Според официалните данни на института от преброяването през 2001 година, агломерацията Голям Нотингам се простира на територия от 158,52 квадратни километра с население от 666 358 души, което прави по 4203,6 души на квадратен километър.
Освен изцяло включената самоуправляваща се община Нотингам, която е ядрото на агломерацията, части от още четири общини в област Нотингамшър се включват в територията. Това са както следва: най-южната част на община Ашфийлд, почти цялата община Брокстоу, югозападните части на община Гедлинг и северозападен участък от община Ръшклиф. В допълнение към тях, урбанизираният район се е разраснал значително в западна посока, навлизайки в територията на графство Дарбишър. Около 20-километрова ивица по границата на това графство с 5 населени места се включва в Голям Нотингам. Крайните точки на района понастоящем се дефинират от град Хъкнал, община Ашфийлд на север, град Карлтън, община Гедлинг на изток, село Ръдингтън, община Ръшклиф на юг, град Рипли, графство Дарбишър на северозапад и село Брийстън и град Лонг Итън, Дарбишър на югозапад.
В непосредствена близост до агломерацията в западна посока се намира урбанизираната територия около град Дарби – Голям Дарби, както и урбанизираната територия на град Мансфийлд – Голям Мансфийлд, която е в северна посока. Предвид динамичността на развитие на тези райони се очаква в настоящите две до три десетилетия, трите агломерации да се слеят, образувайки метрополис с над 1 100 000 жители.

## Градове
Основните населени места включени в обхвата на агломерацията и населението им към 2001 година:
| град                  | на английски           | население |
| --------------------- | ---------------------- | --------- |
| Нотингам              | Nottingham             | 249 584   |
| Бийстън и Стейпълфорд | Beeston and Stapleford | 66 683    |
| Карлтън               | Carlton                | 48 493    |
| Лонг Итън             | Long Eaton             | 46 490    |
| Уест Бриджфорд        | West Bridgford         | 43 395    |
| Арнолд                | Arnold                 | 37 402    |
| Илкестън              | Ilkeston               | 37 270    |
| Хъкнал                | Hucknall               | 29 188    |
| Хианър                | Heanor                 | 22 620    |
| Клифтън               | Clifton                | 22 312    |
| Ийстууд               | Eastwood               | 18 612    |
| Рипли                 | Ripley                 | 18 523    |
| Кимбърли              | Kimberley              | 11 027    |
| Брийстън              | Breaston               | 7305      |
| Ръдингтън             | Ruddington             | 6264      |

## Демография
От населяващите агломерацията 666 358 жители към 2001 година, 92 616 души са мигранти. От тях, 57 307 души са вътрешни за района мигранти, 24 655 жители са придошли от други части на Великобритания, а 4731 души са имигранти от страни извън Обединеното кралство.
Разпределение на населението по етническа и расова принадлежност към 2001 година:
| етническа група                   | % от населението |
| --------------------------------- | ---------------- |
| Бели британци                     | 89,0             |
| Бели ирландци                     | 1,0              |
| Бели други                        | 1,8              |
| Индийци                           | 1,5              |
| Пакистанци                        | 1,7              |
| други средно- или западно-азиатци | 0,3              |
| Китайци                           | 0,5              |
| други далекоизточни азиатци       | 0,3              |
| Черни карибийци                   | 1,7              |
| Черни африканци                   | 0,3              |
| Черни други                       | 0,2              |
| Смесени                           | 1,8              |